# Phytoliriomyza enormis
Phytoliriomyza enormis este o specie de muște din genul Phytoliriomyza, familia Agromyzidae, descrisă de Spencer în anul 1963.
Este endemică în Madagascar. Conform Catalogue of Life specia Phytoliriomyza enormis nu are subspecii cunoscute.